# Corinne Bodmer
Corinne Bodmer (ur. 23 września 1970 w Lozannie) – szwajcarska narciarka, specjalistka narciarstwa dowolnego. Jej największym sukcesem jest srebrny medal w jeździe po muldach podwójnych wywalczony podczas mistrzostw świata w Whistler. Ponadto zdobyła brązowy medal w jeździe po muldach na mistrzostwach świata w Meiringen. Jej najlepszym wynikiem olimpijskim jest 20. miejsce w jeździe po muldach podwójnych na igrzyskach olimpijskich w Nagano. Najlepsze wyniki w Pucharze Świata osiągnęła w sezonie 1998/1999, kiedy to zajęła 13. miejsce w klasyfikacji generalnej, w klasyfikacji jazdy po muldach była siódma.
W 2002 roku zakończyła karierę.

## Osiągnięcia

### Igrzyska olimpijskie
| Miejsce | Dzień     | Rok  | Miejscowość    | Konkurencja      | Zwycięzca  |
| ------- | --------- | ---- | -------------- | ---------------- | ---------- |
| 20.     | 11 lutego | 1998 | Nagano         | Jazda po muldach | Tae Satoya |
| 26.     | 9 lutego  | 2002 | Salt Lake City | Jazda po muldach | Kari Traa  |

### Mistrzostwa świata
| Miejsce | Dzień       | Rok  | Miejscowość | Konkurencja      | Zwycięzca      |
| ------- | ----------- | ---- | ----------- | ---------------- | -------------- |
| 19.     | 18 lutego   | 1995 | La Clusaz   | Jazda po muldach | Candice Gilg   |
| 3.      | 10 marca    | 1999 | Meiringen   | Jazda po muldach | Ann Battelle   |
| 9.      | 14 marca    | 1999 | Meiringen   | Muldy podwójne   | Sandra Schmitt |
| 4.      | 19 stycznia | 2001 | Whistler    | Jazda po muldach | Kari Traa      |
| 2.      | 21 stycznia | 2001 | Whistler    | Muldy podwójne   | Kari Traa      |

### Puchar Świata

#### Miejsca w klasyfikacji generalnej
- sezon 1992/1993: 80.
- sezon 1993/1994: 80.
- sezon 1994/1995: 66.
- sezon 1995/1996: 47.
- sezon 1996/1997: 56.
- sezon 1997/1998: 46.
- sezon 1998/1999: 13.
- sezon 1999/2000: 18.
- sezon 2000/2001: 23.
- sezon 2001/2002: 26.
- sezon 2002/2003: 64.

#### Miejsca na podium
1. Mont Tremblant – 9 stycznia 1999 (jazda po muldach) – 2. miejsce